# Генерал (Великобритания)
Генерал (англ. General) — высшее воинское звание генералитета в Британской армии в мирное время. В военное время является вторым по старшинству званием Британской армии после звания фельдмаршала. Соответствует званию «Главный маршал авиации» в Королевских ВВС и званию «Адмирал» в Королевском ВМФ.
В британской военной иерархии звание «генерал» располагается выше звания генерал-лейтенант.